# Moengotapoe
Moengotapoe (o Moengo Tapoe, pronunciado /mungutapu/ en español) es un ressort de Surinam. De acuerdo a datos del censo del 2010, cuenta con 1002 habitantes. Moengotapoe se encuentra en el distrito de Marowijne a cercanías de la frontera este de Surinam con la Guayana Francesa.
El ressort de Moengotapoe limita al noreste con el ressort de Galibi, al este con Albina, al sur con Patamacca, al oeste con el ressort de Moengo y al norte con el ressort de Wanhatti.